# Volleyball (datorspel)
Volleyball är ett volleybollspel (sexmannavolleyboll inomhus) från 1986 till spelmaskinen Nintendo Entertainment System), tillverkat av Nintendo och Pax Softnica och utgivet av Nintendo. Spelet släpptes i Europa till Wii Virtual Console den 10 augusti 2007.
Man kan spela 1-2 spelare, och välja mellan herr- eller damtävling. Följande landslag finns med.
- USA
- Japan
- Folkrepubliken Kina
- Sydkorea
- Brasilien
- Sovjetunionen
- Kuba
- Tunisien

### Fotnoter
1. ↑  Volleyball Release Information for NES - GameFAQs. läst 15 mars 2011